# Algimantas Dziegoraitis
Algimantas Dziegoraitis (* 24. Mai 1939 in Vilnius, Litauen; † 23. Oktober 2007 in Vilnius) war ein litauischer Rechtsanwalt, Verwaltungsrechtler, Dozent, Politiker Sowjetlitauens, stellvertretender Justizminister Litauens.

## Leben
Nach dem Abitur an der Mittelschule Vilnius  absolvierte Dziegoraitis 1962 das Diplomstudium an der Universität Vilnius und  von 1966 bis 1969 die Aspirantur an der Universität Leningrad in Russland. Mai 1969  promovierte er in Leningrad zum Thema „Ausschreibung im sowjetischen Zivilrecht“ und wurde Kandidat der Rechtswissenschaften.
Von 1962 bis 1975 sowie von 1976 bis 2007 war er  Rechtsanwalt. 1975 war er stellvertretender Justizminister Sowjetlitauens. Von 1998 bis 2005 leitete er den Lehrstuhl für Verwaltungsrecht und Verwaltungsprozess der Mykolo Romerio universitetas.

## Bibliografie
- Strafpolitik in Litauen // Baudžiamoji politika Lietuvoje, 2002
- Litauisches Verwaltungsrecht // Lietuvos administracinė teisė (vadovėlis aukštųjų mokyklų studentams, bendroji dalis, su kitais), 2005
- Bausmė ir socialinis teisingumas, su kitais, 2007